# Kabūtarlān
Kabūtarlān (persiska: كبوترلان, Kammūtalān, Kamūtalān, Kabūtarīān, Kabūtarān) är en ort i Iran.   Den ligger i provinsen Lorestan, i den nordvästra delen av landet, 300 km sydväst om huvudstaden Teheran. Kabūtarlān ligger 2 136 meter över havet och antalet invånare är 174.
Terrängen runt Kabūtarlān är kuperad. Runt Kabūtarlān är det tätbefolkat, med 257 invånare per kvadratkilometer. Närmaste större samhälle är Borujerd, 15,8 km väster om Kabūtarlān. Trakten runt Kabūtarlān består i huvudsak av gräsmarker.